# واقنون
واقنون (به عربی: واقنون) یک منطقهٔ مسکونی در الجزایر است که در ناحیه واقنون واقع شده‌است.